# Униполарни неурон
Униполарни неурони имају ћелијско тело и само један наставак и овакви неурони се налазе искључиво у нервном систему бескичмењака. Код свих кичмењака и код човека постоји тип псеудоуниполарног или лажно униполарног неурона. Код оваквог неурона од ћелијског тела се пружа један наставак, који се одмах грана на два огранка и оба имају улогу аксона.

## Преглед
Већина неурона у централном нервном систему кичмењака, укључујући сисаре, су мултиполарни. У мултиполарним неуронима, вишеструки процеси се протежу од тела ћелије укључујући дендрите и аксоне. Неки неурони у мозгу кичмењака имају униполарну морфологију: значајан пример је униполарна ћелија, која се налази у малом мозгу и региону гранула дорзалног кохлеарног језгра.
Трећа морфолошка класа, биполарни неурони, протежу само један аксон и дендритски процес из тела ћелије. Примери биполарних неурона укључују већину сензорних неурона бескичмењака и биполарне ћелије ретине кичмењака.
Неки сензорни неурони кичмењака су класификовани као псеудоуниполарни. Псеудоуниполарни неурони се у почетку развијају као биполарне ћелије, али се у неком тренутку два процеса која се протежу од тела ћелије стапају и формирају један неурит. Аксон се затим дели на две гране. Сензорни неурони са ћелијским телима у ганглијама дорзалног корена кичмене мождине су псеудоуниполарни: једна грана се пројектује на периферију (на сензорне рецепторе у кожи, зглобовима и мишићима), друга на кичмену мождину.